# Kiril Fessjun
Kiril Wadymowytsch Fessjun (ukrainisch Кіріл Вадимович Фесюн; * 7. August 2002 in Tschernihiw) ist ein ukrainischer Fußballtorhüter.

## Karriere

### Verein
Nachdem er in der Jugend bei Yunist Tschernihiw war, ging er ab August 2019 in die U19 von Worskla Poltawa, von wo er Anfang 2020 dann auch den Sprung in deren Zweitmannschaft machte. Im März 2021 folgte dann sein Wechsel zu Kolos Kowaliwka, wo er nun, nach kurzer Zeit nur in der Zweitvertretung, seit September 2021 ein fester Teil des Kaders der ersten Mannschaft ist. Sein erstes Liga-Spiel im Tor seiner Mannschaft hatte er dann am 8. Spieltag der Saison 2021/22. Direkt danach bekam er in dieser Spielzeit dann noch vier weitere Einsätze in Folge. Nachdem er in der Spielzeit 2022/23 nur ein einziges Mal im Tor stand, hat er seit der Spielrunde 2023/24 nun die Rolle des Stammtorhüters bei seinem Klub inne.

### Nationalmannschaft
Seit Juni 2021 ist er für die U21 aktiv und stand nach ein paar Freundschafts- und Qualifikationsspielen auch im Kader bei der Europameisterschaft 2023 verblieb hier jedoch immer auf der Bank. Am Ende erreichte seine Mannschaft das Halbfinale, wo man am Ende mit 1:5 Spanien unterlag.
Ende März 2024 debütierte er dann im Tor der U23-Mannschaft bei einer 0:2-Niederlage gegen Japan.